# Leonardo Abela
Pour les articles homonymes, voir Abela et Abel (homonymie).
Leonardo Abela ou Abel (parfois en français Léonard Abel) est un prélat catholique né à Mdina (Malte) en 1541, mort à Rome le 2 mai 1605.

## Biographie
Il appartenait à une noble et riche famille de Malte. En 1562/64, il se fit construire dans le village de Tarxien une résidence d'été qui existe toujours : le Palazzo Abela. De mai à septembre 1565, ce fut le Grand Siège de Malte par les Ottomans, au cours duquel les assaillants occupèrent une partie de l'île (dont le Palazzo Abela). Une fois que l'Ordre des chevaliers de Saint-Jean eut repoussé les envahisseurs, la riche famille Abela put lui prêter 20 000 escudos pour entamer la construction de la ville forte de La Valette.
À vingt-deux ans (1563), le jeune Leonardo devint chanoine de la cathédrale de Mdina. En 1574, il avait terminé ses études de droit et était reçu docteur in utroque jure. Le 19 mars 1577, l'évêque de Malte Martín Rojas de Portalrubio mourut et il fut chargé d'assurer l'intérim administratif (nommé vicaire général du diocèse par le pape Grégoire XIII le 20 juin 1578), jusqu'à la nomination du nouvel évêque, Tomás Gargal, le 11 août 1578.
Remarquable linguiste, il avait appris quatre langues sémitiques : l'hébreu, le chaldéen, le syriaque et l'arabe. Vers la fin 1578, il se rendit à Rome où il attira rapidement la faveur du cardinal Giulio Antonio Santorio, protecteur des Églises orientales. D'autre part, le savant patriarche jacobite d'Antioche, Ignace XVII Nemet Allah (appelé par les Occidentaux Néhémé), était à Rome depuis 1577 (ayant été déposé de son siège l'année précédente). Ce patriarche était féru d'astronomie, et il prit part aux travaux de la commission chargée de réformer le calendrier (le calendrier grégorien, entré en application en octobre 1582). Le prélat maltais fut traducteur des textes entre le syriaque et le latin.
L'idée d'une ambassade du Saint-Siège en Orient, pour renouer le contact avec les Églises séparées, prit forme. Le 20 juillet 1582, Leonardo Abel fut nommé évêque titulaire de Sidonia, en Asie Mineure ; il reçut la consécration épiscopale des mains du cardinal Santorio le 19 août suivant. Le 12 mars 1583, il quitta Rome pour aller embarquer à Venise, ayant pour compagnons d'ambassade deux jésuites. Ils arrivèrent en Syrie début juillet (à Alep le 16 juillet).
Le patriarche jacobite habitait Diyarbakir (ville connue alors sous le nom de Caramit). L'ambassadeur négocia un rendez-vous par l'entremise d'un certain Safer, un personnage éminent de la « nation ». On convint comme lieu de la rencontre du monastère de Mar Abihaï ou Marbithaï, près de Gargar sur l'Euphrate (à dix jours de voyage d'Alep et trois jours de Diyarbakir) ; les légats partirent d'Alep en novembre, et un neveu du patriarche vint au-devant d'eux à Édesse. Mais c'est Thomas (frère des deux patriarches successifs Nemet Allah et David) qui se présenta au rendez-vous, investi, disait-il, de pleins pouvoirs, car la tension était vive autour de ces pourparlers. En trois jours de discussions dans le monastère, puis dans le village voisin d'Orbis, on convint qu'on était d'accord sur le fond, mais l'évêque jacobite déclara qu'il leur était tout à fait impossible de reconnaître le concile de Chalcédoine et surtout la damnation de Dioscore, l'un des saints les plus importants de leur Église. Ils ne pouvaient pas non plus adopter le calendrier grégorien, ce qui aurait été interprété dans la région comme un ralliement pur et simple à l'Église catholique.
Quittant le village d'Orbis, et cette négociation peu concluante, les légats gagnèrent ensuite Sis, en Cilicie, pour y rencontrer le catholicos arménien Katchatour II, qui fut bientôt remplacé par Azaria Ier, lequel traita activement avec la légation (y compris un peu plus tard à Alep), mais fut contrecarré par un évêque qui lui était hostile, et dut ensuite aller se justifier à Constantinople. Les ambassadeurs occidentaux allèrent aussi s'entretenir avec les deux patriarches melkites : celui d'Antioche, qui résidait à Damas, et celui de Jérusalem.
Les légats s'en retournèrent ensuite dans le port de Tripoli, où les deux jésuites reçurent l'instruction de rentrer à Rome. Leonardo Abel resta en Syrie et chercha à renouer le contact avec les frères Thomas et David qui dirigeaient l'Église jacobite, mais il ne put obtenir qu'un échange abondant de courrier, de contenu dilatoire. Il quitta la Syrie le 1er août 1586, pour rentrer à Rome où il arriva en février 1587, et rédigea son rapport pour le pape Sixte V (adressé le 19 avril 1587). Il avait rapporté environ cent cinquante manuscrits orientaux qui rejoignirent les collections de la Bibliothèque vaticane.
Proche du cardinal Santorio, Leonardo Abel continua ensuite d'être mêlé de près aux pourparlers du Saint-Siège avec les Églises orientales. En 1588, le cardinal Girolamo Rusticucci fut nommé vicaire général du diocèse de Rome, et le prélat maltais devint sous lui vice-gérant de ce diocèse. En 1593, il entra dans une commission chargée d'examiner un projet de Bible polyglotte, avec toutes les grandes langues de l'Orient chrétien, projet porté aussi, notamment, par le savant orientaliste Giambattista Raimondi. En 1594 et 1597, il participa à des pourparlers entre Rome et l'Église copte, qui aboutit à un texte commun dont il fut le principal instigateur.
Il mourut à Rome le 2 mai 1605 et fut inhumé dans la basilique Saint-Jean-de-Latran. 
Le rapport de Leonardo Abel à Sixte V, rédigé en italien (Relazione di quanto ha trattato il vescovo di Sidonia nella sua missione in Oriente), a été publié partiellement en traduction latine par le carme déchaux Thomas de Jésus (Diego Sánchez Dávila) dans son Thesaurus sapientiæ divinæ in gentium omnium salute procuranda (Anvers, 1613 ; reproduit par l'abbé Migne, Theologiæ cursus completus, tome V, Paris, 1841). Le texte original entier a été publié par Giovanni Domenico Mansi comme addition à son édition des Stephani Baluzii Miscellanea novo ordine digesta (t. IV, Lucques, 1764, p. 150-158). Le baron Adolphe d'Avril en a réalisé une traduction française.